# مصطفى التليلي
مصطفى التليلي (17 أكتوبر 1937 - 20 أكتوبر 2017) روائي وصحفي وخبير تونسي في الشؤون الدولية.

## عن حياته
ولد في 17 أكتوبر 1937 في بفريانة بولاية القصرين في تونس، درس الفلسفة بالسوربون في باريس وعمل صحفيا في مجلة جون أفريك، وذلك قبل أن ينتدب في منظمة الأمم المتحدة التي عمل بها موظّفا سنوات طويلة، ممّا أهّله لاكتساب خبرة واسعة في مجال الشؤون الدولية. لذلك حرصت كبريات الجامعات ومراكز الدراسات الاستراتيجية في الولايات المتحدة وفرنسا وعديد البلدان الأخرى على الاستفادة من تحاليله الثاقبة بشأن العديد من القضايا الدولية أَسّس بنيويورك «مركز جامعة نيويورك للحوار» وكانت له تجربة صحفية هامّة مع جريدة نيويورك تايمز وكان صديقا وفيّا لليدرز التي نشرت له مقالات تمتاز بعمق التحليل وبالنظرة الاستشرافية. كما كان متين الصلة بمسقط رأسه، لا يتخلّف عن زيارته، حيث يوجد ضريح جدّه الأوّل الولي الصالح سيدي تليل.

## أعماله
له عده أعمال روائية باللغة الفرنسية منها:
- Le bruit dort.
- Gloire des sables، «مجد الرمال» وقد ترجمها محمد آيت ميهوب وصدرت عن المركز الوطني للترجمة سنة 2010.
- Un après -midi dans le désert «ظهيرة في الصحراء» ترجمها صلاح الدين بوجاه وصدرت عن دار الجنوب سنة 2009.
- La montagne du lion.

## وفاته
توفي في يوم 20 أكتوبر 2017 في مدينة نيويورك في الولايات المتحدة بعد معاناة مع مرض عضال عن عمر يناهز 80 عاماً.